# Cayetano Carlos María Borso di Carminati
Cayetano Carlos María Borso di Carminati (Málaga, 6 de junio de 1797-Zaragoza, 11 de octubre de 1841) fue un mariscal de campo español, de origen italiano, perteneciente al ejército cristino, fusilado en Zaragoza.

## Biografía
Hijo de padres genoveses, Juan Borso y de María Carminati, naturales de Génova, inicia su carrera militar en Italia, en 1815, en la Guardia del Corpo. 
En 1821 se enroló en el ejército sardo y participó en el levantamiento liberal, afín a las revoluciones instigadas por Giuseppe Mazzini, en el Piamonte italiano. La junta revolucionaria le ascendió a teniente. Tras el fracaso de la insurrección, aplastada el 8 de abril de 1821, fue condenado a veinte años a galeras.

### En España
En 1821 llega a Tarragona para integrarse en las filas del bando constitucionalista de Rafael del Riego estando a cargo de voluntarios catalanes. Pero finalizado el Trienio Liberal (1820-1823) fue encarcelado en Málaga.

### En Gran Bretaña y Francia
Tras la Batalla de Trocadero, en Cádiz, en agosto de 1823, huye por Gibraltar a la Isla de Jersey, y posteriormente se traslada a Bath donde se gana la vida dando clases de italiano durante 6 años. Pero su espíritu liberal y combativo lo traslada a Francia, donde participa en la Revolución de 1830 a las órdenes del duque de Polignac, primer ministro de Carlos X.

### En Portugal
Entra al servicio de Pedro IV de Portugal, de 1832 a 1835, en defensa de los derechos de su hija, María de Portugal, y los derechos constitucionalistas frente al absolutismo del Regente Miguel de Portugal. El 29 de septiembre de 1832 recibe la Cruz de comendador de la Orden de la Torre y la Espada por su participación en la Toma de Oporto, formando el regimiento ”Cazadores de Oporto”.

### Primera Guerra Carlista
Este militar se distinguió desde los años 1833 a 1840, batiéndose en favor de la reina Isabel II contra los carlistas, especialmente contra la partidas formadas por los generales Ramón Cabrera, a cuya órdenes de Evaristo Fernández San Miguel, el 31 de octubre de 1836, tomó Cantavieja, la capital carlista del frente del Maestrazgo, y sus lugartenientes José Miralles el Serrador, a quién hizo levantar el asedio de Lucena del Cid en 1837, Francisco Tallada y Forcadell, al cual venció en la batalla de Jérica el 15 de octubre de 1838.

### Pronunciamiento moderado de 1841
Comprometido en la conspiración urdida en Zaragoza contra la reina regente, se pronunció al frente de varios batallones. Hecho prisionero, y devueltas a la obediencia las tropas sublevadas, fue pasado por las armas el 11 de octubre de 1841.